# Видродження (Харьковская область)
Видродження (укр. Відродження), село,
Вишневский сельский совет,
Балаклейский район,
Харьковская область.
Код КОАТУУ — 6320282002.
Село ликвидировано в 2000 году.

## Географическое положение
Село Видродження находится в 1,5 км от села Вишневая.
На расстоянии в 1 км проходит автомобильная дорога М-03.

## История
- 2000 — село ликвидировано[1].